# Petru I di Moldavia
Petru I (... – 1368) fu voivoda della Moldavia dal 1367 al luglio 1368.
Essendo a capo di una monarchia elettiva nei principati rumeni, come in Ungheria e nella vicina Polonia, fu eletto come principe (anche riportato come voivoda, ospodaro o domnitor a seconda delle varie fonti) da e tra i boiardi e, per essere nominati, per regnare e mantenersi, facevano spesso affidamento su potenze vicine quali quella ungherese, quella polacca o quella ottomana.

## Biografia
Diversi storici, tra cui Constantin Rezachevici e Ioan Aurel Pop, ritengono che Petru fosse il figlio del principe Ştefan, primogenito del voivode Bogdan I di Moldavia, mentre altri, incluso lo storico Juliusz Demel, lo consideravano figlio di Costea Mușat e di una delle figlie di Bogdan I. Se si segue la seconda ipotesi, non è possibile ritenere esistente un voivoda nella Moldavia nel 1367-1368, in quanto il primo a utilizzare il nome regale Petru fu Petru II di Moldavia.
Nel 1387 sposò Sofia di Lituania, la figlia di Vitoldo il Grande. Il 23 settembre dello stesso anno, rese omaggio a Edvige di Polonia e Ladislao II Jagellone a Leopoli. In un documento datato 27 gennaio 1388 ritrovato a Luc'k, in Bielorussia, Jogaila si riferisce a lui come al suo figliastro (come era solito riferirsi ai mariti delle sue nipoti), cosa che ha spinto lo storico novecentesco Jan Tęgowski a presumere che Petru successivamente sposò una figlia di Danutė di Lituania e Janusz I di Varsavia.